# Большая даларнская пляска
Большая даларнская пляска (швед. den stora daldansen) — крестьянско-горняцкое восстание в шведской провинции Даларна (Далекарлия) в 1743 году.

## Причины
Население Швеции в большей своей массе было недовольно правлением «господ», установившимся с началом так называемой «эры свободы». Недовольство также вызывала затяжная война с Россией и рост налогов. В Даларне всё это осложнялась ещё и ограничениями, которые правительство «шляп» ввело на свободный товарообмен с жителями Норвегии. Вновь ожили роялистские настроения среди крестьян, желавших усиления королевской власти.
В ноябре 1741 года умерла королева Ульрика Элеонора, и король Фредрик I Гессенский остался бездетным вдовцом. Часть офицерства находящейся в Финляндии армии требовала, чтобы наследником престола был назначен племянник русской императрицы голштинский герцог Карл-Петер-Ульрих, что могло бы привести к скорому миру на приемлемых условиях. Эта идея нашла в Даларне живой отклик.
Однако после того как герцог был избран наследником русского престола, далекарлийцы, так же как и большая часть остального населения Швеции, обратили свои взоры на датского кронпринца Фредрика. Главными целями восстания стало его избрание наследником шведского престола и наказание генералов, на которых возлагались все неудачи войны.

## Ход восстания
Подозрительные движения наблюдались в приходах вокруг озера Сильян уже в начале 1742 года. В этом же году после объявления о созыве риксдага даларнское население 21 июля собралось на всеобщий ландстинг в Фалуне, на котором была составлена петиция и избран представитель на риксдаг. Выбор пал на крестьянина Пера Андерссона из Соллерёна.
В 1743 году даларнские депутаты объявили на риксдаге, что они не позволят своим солдатам идти на войну до тех пор, пока генералы не будут наказаны, и потребовали избрания наследником датского кронпринца.
Губернатору лена К. Г. Веннерстедту, объявившему на новом ландстинге, собравшемся 12 апреля 1743 года в Лександе, о приказе правительства, согласно которому Далекарлийский полк должен был выступить в поход, едва удалось избежать расправы. Когда вскоре он вновь попробовал добиться выполнения указа правительства, волнения переросли в настоящий бунт.
30 мая 1743 года в Муре было принято решение о начале восстания, и по северной Даларне были разосланы призывы к населению о присоединении к повстанцам. К крестьянам примкнули солдаты, и 8 июня войска восставших заняли Фалун, арестовав Веннерстеда и прочих должностных лиц. Лидером восставших стал Пер Андерссон, однако главнокомандующим был поставлен счетовод с ольского меднопрокатного завода Густав Шедин, а военным советником майор Далекарлийского полка В. Г. Врангель.
Завладев оружием и провиантом из казённых магазинов, крестьяне 11 июня двинулись на Стокгольм. Правительство и риксдаг пытались уговорить восставших повернуть назад, выслав к ним депутацию, встретившую их в Сале. Однако 19 июня вооружённые отряды численностью около 8 тыс. человек вступили в северное предместье Стокгольма Нормальм. Король, пытавшийся уговорить далекарлийцев остановиться, запретил собравшимся там войскам применять силу, и 20 июня восставшие вошли в столицу, разместившись на постой в домах горожан.
Днём ранее пришло известие, что на мирных переговорах в Або русские представители пообещали вернуть бо́льшую часть Финляндии, если наследником шведского престола будет избран правитель Гольштейн-Готторпа Адольф Фредрик. Правительство сначала пыталось путём переговоров заставить далекарлийцев смириться с этим, однако повстанцы выражали сильное недовольство условиями, которые выдвигали русские, и формой правления в целом. Они намеревались занять банк, арсенал, артиллерийский двор и разгромить дворцы знати.
Власти, напуганные размахом движения, 22 июня оцепили войсками площадь Норрмальмсторгет, где собрались повстанцы, и объявили, что тот, кто до пяти часов вечера не сдаст оружия, будет рассматриваться как государственный преступник. Далекарлийцы начали стрелять по солдатам. После того как войска открыли ответный огонь, крестьянское войско бросилось бежать. Было взято в плен более 3 тыс. повстанцев. Шедин и Врангель были схвачены ещё до начала сражения.
Стокгольмский надворный суд приговорил Шедина, Андерссона и четырёх руководителей восстания к смертной казни, которая состоялась 30 января 1744 года. Врангель был посажен в Варбергскую крепость, но в 1751 году получил прощение. Многих повстанцев прогнали через строй и сослали на каторжные работы. Однако большую часть участников восстания просто отправили по домам, после того как их соседи по приходу попросили об их помиловании.
Одновременно с событиями в столице вспыхнули стихийные волнения и в других частях страны (в Уппланде, Сёдерманланде, Смоланде и Сконе), однако после подавления восстания далекарлийцев они постепенно сошли на нет.